# Mariano Utrera
Mariano Roque Utrera (1917-2006) fue un abogado, magistrado y político argentino del Partido Justicialista que se desempeñó como senador nacional por la provincia de Santiago del Estero entre marzo y diciembre de 1987. Fue autor de un proyecto de ley para delimitar el «mar de resguardo patrimonial argentino».

## Biografía
Nació en 1917. En política, adhirió al peronismo, siendo colaborador del gobernador Carlos Juárez (quien trabajó para él en su estudio de abogados), llegando a ser su ministro de Acción Social. En 1962 fue candidato peronista a la intendencia de la ciudad de Santiago del Estero.
Asumió como senador nacional por la provincia de Santiago del Estero en marzo de 1987, reemplazando a Carlos Juárez, elegido en las elecciones al Senado de 1986 con mandato hasta 1995, sin asumir el cargo. Utrera renunció nueve meses después, en diciembre, siendo sucedido por Juárez. En su breve periodo, fue vicepresidente de la comisión de Derechos y Garantías; secretario de la comisión de Turismo; y vocal en las comisiones de Relaciones Exteriores y Culto y de Asistencia Social y Salud Pública.
Antes de su renuncia en la cámara alta, presentó un proyecto de ley para fijar los límites del «mar de resguardo patrimonial de Argentina», en el que se definía una zona de influencia argentina en la alta mar adyacente a sus espacios marítimos de soberanía y jurisdicción nacional.
Entre 1987 y 1988 fue ministro de Gobierno del gobernador César Iturre. Cuando Carlos Juárez regresó a la gobernación en 1995, éste lo designó en el Superior Tribunal de Justicia de Santiago del Estero, desempeñándose como presidente del mismo.